# Sarah Taylor
Sarah Taylor (6 november 1981) is een tennisspeelster uit de Verenigde Staten van Amerika.
In 2001 maakte zij haar grandslamdebuut op het US Open met een wildcard.
Op de Pan-Amerikaanse Spelen 2003 behaalde ze de zilveren medaille.
Na haar tenniscarrière werd zij coach voor de USTA.